# Вулиця Максима Кривоноса (Київ)
Ву́лиця Макси́ма Кривоно́са — вулиця у Солом'янському районі міста Києва, місцевість Олександрівська слобідка. Пролягає від Солом'янської вулиці до проспекту Валерія Лобановського.
Прилучаються: провулок Максима Кривоноса, вулиці Преображенська та Освіти.

## Історія
Виникла у 1-й третині XX століття (основна частина забудови, проте, здійснена вже у 1940—1960-ті роки), мала назву вулиця Шевче́нка (на деяких картах вживалася назва Шевче́нківська), на честь Т. Г. Шевченка. Сучасна назва, на честь героя народно-визвольної війни українського народу Максима Кривоноса — з 1955 року.

## Важливі установи
- № 2 — НДІ будівельних конструкцій;
- № 2а — НДІ автоматизованих систем у будівництві;
- № 19 — Бібліотека "Преображенська" для дітей;
- № 23 — Відділення Укрпошти № 37
- № 25 — Солом'янський районний суд.